# Японски имена
 Японските имена  (на японски: 日本人の氏名 nihonjin no shimei) в днешно време обикновено се състоят от фамилно име, следвано от личното име. Бащините имена като цяло не са широко използвани. Японските имена обикновено се пишат с канджи. Канджи на едно име може да има няколко възможни начина за произнасяне на японски, но родителите може да използват хирагана или катакана, когато кръщават детето си. Имената написани на хирагана и катакана са от фонетичен характер и за това липсват визуалните значения на имената, изразени в пиктографските канджи.
Японските фамилни имена са много разнообразни: има над 100 000 различни фамилии, които се използват в днешна Япония. Най-разпространените фамилни имена в Япония са Satō (佐藤), Suzuki (鈴木), and Takahashi (高橋). Много от фамилните имена произлизат от наименования на географски обекти и изображения, например Ishikawa (石川) означава „каменна река“, Yamamoto (山本) означава „основата на планината“, а Inoue (井上) означава „над кладенеца“.
Личните имена са много по-разнообразни по отношение на произношението и използването на йероглифи. Мъжките имена често завършват на -rō (郎 „син“, но също и 朗 „светъл“; например Ichirō) или -ta (太 велик; например „Kenta“), или съдържат ichi (一 „първи [син]“; например Ken'ichi), kazu (например Kazuhiro), ji (二 „втори [син]“ или 次 „следващ“; например „Jirō“), или dai (大 велик, голям; например Dai'ichi), докато женските имена често завършват на -ko (子 „дете“; например Keiko) или -mi (美 „красота“; например Yumi). Други често използвани завършеци на женските имена са ka (香 мирис, парфюм или 花 „цвете“; например „Reika“) и -na (奈, или 菜, означаващи зеленина; например „Haruna“).

## Структура
Всички японци имат фамилни и лични имена, без бащино име, с изключение на японските имперски семейства, които не носят фамилия. Фамилното име е наречено мьоджи (苗字 или 名字), уджи (氏) или сей (姓), а личното име е (名前 намае) или „долно име“ (下の名前 шита но намае). Фамилното име винаги е пред личното.
Има няколко имена, коити могат да се използват и като фамилни и като лични (например Mayumi 真弓, Kaneko 金子, Masuko 益子, или Arata 新).

## Йероглифи
Японските имена обикновено се пишат с канджи (китайски йероглифи), въпреки че някои имена се изписват с хирагана, а дори и катакана, а понякога като комбинация от канджи и кана. Докато повечето „традиционни“ имена се четат с кун йоми или японското четене на йероглифа, много от имената се четат с он йоими или китайското четене на знаците. За много има четения, които се използват само в имената (нанори), като например женското име Nozomi (希). Повечето от имената съдържат в себе си един, два или три канджи знака. Има малко на брой такива, които събират четири или пет, това са фамилии като Teshigawara (勅使河原) и Kutaragi (久多良木), Kadenokōji (勘解由小路), но те се срещат изключително рядко.
Женските лични имена често завършват със сричката ко, написана с канджи и означаваща „дете“ (子). Това е по-обичайна практика за времето до 1980 година, но и днес се срещат такива случаи. Мъжките имена също могат да завършват с ко, но много по-рядко и то като се използва канджито 彦, което всъщност се чете като хико. Обичаен завършек за мъжко име са -shi и -o.
Имената, както и други японски думи, не могат да започват с n (ん, ン). Някои имена завършват на н: примери за това са Ken, Shin, and Jun. Тази сричка „н“, не бива да се бърка с консонантната „н“, с която имената могат да започват: например женското име Naoko (尚子) или мъжкото Naoya (直哉). (Съгласната „н“ трябва да е съчетана с гласна, за да формира сричка.)

### Трудности при четенето
Име, написано на канджи, често може да има повече от 1 начин да бъде произнесено, като само 1 от вариантите е верен за въпросния индивид. Например фамилията написана на канджи като 東海林 може да се прочете като Tōkairin или Shōji. Също така всяко име може да има повече от 1 начин за изписване, като отново само 1 ще е верен. Йероглифът „一“, когато се използва за мъжки лични имена, може да се прочете като Hajime, Hitoshi, Ichi- / -ichi, Kazu- / -kazu, и много други. Името Hajime може да се напише по всеки от следните начини: 始, 治, 初, 一, 元, 肇, 創, 甫, 基, 哉, 啓, 本, 源, 東, 大, 孟, или 祝. Тези трудности се срещат много по-често при мъжките лични имена, но проблемът може да бъде наблюдаван и във фамилните, и в женските имена.
Не всички имена са толкова сложни. Някои често срещани имена са резюмирани от фразата tanakamura („селото в средата на оризовата нива“): трите канджи: 田 (ta, оризова нива), 中 (naka, среда) и 村 (mura, село), заедно във всяка комбинация, формират достатъчно просто и често срещано фамилно име: Танака, Накамура, Мурата, Наката или Накада, Муранака, Тамура.

### Регулации
Канджи имената в Япония са регулирани от правителствени закони за употребата на канджи. Към октомври 2004 г. има 2232 канджи знака, чието използване е позволено в японските имена, а правителството планира да добави още 578 към тях в близкото бъдеще. Това ще е най-мащабното увеличение от Втората световна война насам. Само канджи, които фигурират в официалния списък, може да се използват като лични имена. Това се прави с цел да се подсигури способността на грамотните граждани в Япония да четат и пишат имената. Правилата също забраняват имената, които са считани за неподходящи. Например през 1993 г. на двама родители, които искат да кръстят детето си Акума, което буквално преведено означава „дявол“, е забранено да използват това име.
Използването на интервал в имената (за разделяне на личното и фамилното име) не е разрешено, защото технически, интервалът не е разрешен знак.